# Candesartan
Candesartan ist ein Arzneistoff, der als Antihypertonikum bei der essentiellen arteriellen Hypertonie sowie zur Behandlung von Patienten mit Herzinsuffizienz zugelassen ist. Es gehört zur Gruppe der AT1-Antagonisten. Das Molekül enthält als charakteristische Strukturelemente einen Benzimidazol-Ring, welcher mit einer Carboxylgruppe und einer Ethoxygruppe verknüpft ist, sowie einen Tetrazol-Ring.
Candesartan wurde 1990 von Takeda Pharmaceutical in Japan patentiert und wurde dann auch durch US-Patent und Europäisches Patent geschützt. Candesartan kam 1997 in Deutschland auf den Markt. Pharmazeutisch eingesetzt wird es in Form des Prodrugs Candesartancilexetil.

## Geschichte und Herstellung
Über die Herstellung und die Eigenschaften der chemischen Verbindung wurde 1993 im Journal of Medicinal Chemistry berichtet.
Vorbild für die Entwicklung von Candesartan war der AT1-Antagonist Losartan, ein Imidazol-Derivat. Dieses enthält – abgesehen von den Substituenten am Imidazol-Ring – ebenfalls einen mit einer Biphenyl(methyl)-Gruppe verknüpften Tetrazol-Ring.
|                    |             |                                |
| Losartan (Vorbild) | Candesartan | Candesartancilexetil (Prodrug) |

Als Ausgangsstoffe für die mehrstufige chemische Synthese dienten der Ethylester der 2-Methoxybenzoesäure – ein Derivat der Salicylsäure – sowie 3-Nitrophthalsäure (Formelschema).
Der Biphenyl-Baustein (1) wurde durch Umsetzung der Grignard-Verbindung aus 4-Methylbrombenzol (p-Tolylmagnesiumbromid, „p-Tol-MgBr“) mit einem Derivat der 2-Methoxybenzoesäure gewonnen. Ein zweiter molekularer Baustein, das Carbamat, wurde aus 3-Nitrophthalsäure synthetisiert. Das mittels Natriumhydrid erzeugte Carbamat-Anion wurde mit dem Biphenyl-Baustein durch eine nukleophile Substitutionsreaktion verknüpft. Entscheidend für die Realisierung dieser Synthese war die Verwendung von Schutzgruppen. In der letzten Stufe der Synthese wurde aus dem Nitril mit Stickstoffwasserstoffsäure der Tetrazol-Ring erzeugt und schließlich die Carbonsäure durch Verseifung und Ansäuern gewonnen.
Pharmazeutisch verwendet wird der Carbonsäureester Candesartancilexetil (synonym: Candesartanhexetil). Zur Synthese dieses Esters im Labormaßstab wurde geschütztes (Trityl-Schutzgruppe) Candesartan mit Cyclohexyl-1-iodoethylcarbonat – ein Racemat – umgesetzt. Folglich erhielt man Candesartancilexetil ebenfalls als Racemat. Die kristalline Substanz tritt in verschiedenen Kristallformen auf (Polymorphie).
Eine neuere Synthese erzwingt den Ringschluss zum Benzimidazol durch eine intramolekulare Arylierung. In der Mitteilung darüber diskutieren die Autoren weitere Methoden zur Synthese von Candesartancilexetil.

## Candesartancilexetil

Candesartancilexetil wird erst im Körper beim Durchtritt der Dünndarmschleimhaut in die eigentliche Wirkform Candesartan überführt.

Pharmazeutisch eingesetzt wird Candesartan in Form eines sogenannten Resorptionsesters, des Candesartancilexetil (systematischer Name: (±)-1-Hydroxyethyl-2-ethoxy-1-[p-(o-1H-tetrazol-5-ylphenyl)benzyl]-7-benzimidazolcarboxylat). Es fungiert als Prodrug, das im Körper beim Durchtritt durch die Schleimhaut des Dünndarms durch Carboxyesterasen gespalten wird. Anschließend kommt es zu einem spontanen Kohlendioxidverlust und unter Freisetzung von Acetaldehyd zur Bildung der freien Säure Candesartan. Es wird angenommen, dass das Spaltprodukt Cyclohexanol weiter zu 1,2-Cyclohexandiol-Isomeren verstoffwechselt wird, unter denen trans-1,2-Cyclohexandiol als der wichtigste Metabolit beim Menschen gilt. Acetaldehyd wird in der Leber mittels Acetaldehyddehydrogenase in Essigsäure umgewandelt.
Candesartancilexetil ist ein weißes bis fast weißes Pulver. Die Substanz ist praktisch unlöslich in Wasser und wenig löslich in Methanol. Der Schmelzpunkt beträgt 163 °C.

## Pharmakologie
Die Wirkung von Candesartan beruht auf einer nicht-kompetitiven Hemmung des AT1-Rezeptors.
Die Bioverfügbarkeit beträgt 14 % (nach Gabe von Candesartancilexetil-Tabletten) bis 40 % (nach oraler Gabe einer Candesartancilexetil-Lösung) und die Plasmahalbwertszeit ca. 9 Stunden. Candesartan wird biliär zu 67 % sowie renal zu 33 % ausgeschieden. Die Ausscheidung erfolgt überwiegend unverändert. Zudem wird es in geringerem Umfang in der Leber durch das Enzym CYP2C9 metabolisiert.

## Klinische Angaben

### Anwendungsgebiete
Candesartan ist für folgende Anwendungsgebiete zugelassen:
- Behandlung von Bluthochdruck (arterielle Hypertonie) bei Erwachsenen und Kindern ab 6 Jahren[19]
- Behandlung von Herzinsuffizienz mit eingeschränkter linksventrikulärer systolischer Funktion (linksventrikuläre Ejektionsfraktion ≤ 40 %), wenn ACE-Hemmer nicht vertragen werden[19]

Die Behandlung mit Candesartan zusätzlich zu einem ACE-Hemmer ist laut Zulassung zwar ebenfalls möglich, sofern Mineralokortikoidrezeptor-Antagonisten nicht vertragen werden. Jedoch wird die additive Gabe von AT1-Antagonisten wie Candesartan zusätzlich zu ACE-Hemmern durch aktuelle Leitlinien nicht mehr empfohlen.
Die Dosierungen reichen von 4 mg bis 32 mg Candesartancilexetil. Im Handel sind Tabletten mit 4, 8, 16 und 32 mg.

### Unerwünschte Wirkungen
Zu den häufig auftretenden Nebenwirkungen zählen Schwindel, Kopfschmerzen, Atemwegsinfektionen, Hypotonie (zu niedriger Blutdruck), Nierenfunktionsstörungen sowie erhöhte Kaliumwerte im Blut.

## Nitrosamin-Risiko
Candesartan besitzt in seiner chemischen Struktur einen Tetrazol-Ring und gehört damit zu jenen Sartanen, die potentiell durch Nitrosamin-Verunreinigungen betroffen sein können („Valsartan-Skandal“). Anfang Juli 2018 wurden Chargen gewisser Sartane, darunter neben Valsartan und anderen auch Candesartan, zurückgerufen, weil der Verdacht bestand, dass sie durch krebserregende Dialkylnitrosamine, u. a N-Nitrosodimethylamin (NDMA), verunreinigt waren. Die Rückrufaktion löste international ein erhebliches Medienecho aus und führte zum Teil zum ersatzlosen Absetzen der Medikamente.

## Handelsnamen
Monopräparate:
Atacand (protect) (D, A, CH), Blopress, Blopresid (D, A, CH), Pemzek (CH), Amias, diverse Generika
Kombinationspräparate:
- mit Hydrochlorothiazid:  Atacand plus (D, A, CH), Blopress plus (D, A, CH), Pemzek plus (CH), diverse Generika

## Umweltrelevanz
Wie mehrere andere Sartane zersetzt sich Candesartan unter Bildung der sehr persistenten und sehr mobilen Valsartansäure. Sie stellt ein Problem für die Trinkwassergewinnung dar, da sie sich bei der konventionelle Abwasserbehandlung nicht zersetzt und sich so in Gewässern und im Grundwasser bis zum Gesundheitlichen Orientierungswert (GOW im Trinkwasser = 0,3 μg/L) anreichert. Selbst bei einer Behandlung mittels der sogenannten vierten Reinigungsstufe werden bei Ozonverfahren nur bis zu 39 und mittels Aktivkohle bis zu 43 % eliminiert. Candesartan ist eine der Leitchemikalien der Schweizer Kontrollliste für die Einschätzung der Klärleistung in der vierten Reinigungsstufe.